# Песня без слов (песня)
«Песня без слов» — песня советской рок-группы «Кино» из альбома «Звезда по имени Солнце», выпущенного в 1989 году; идёт первым произведением в этом альбоме.

## Анализ песни

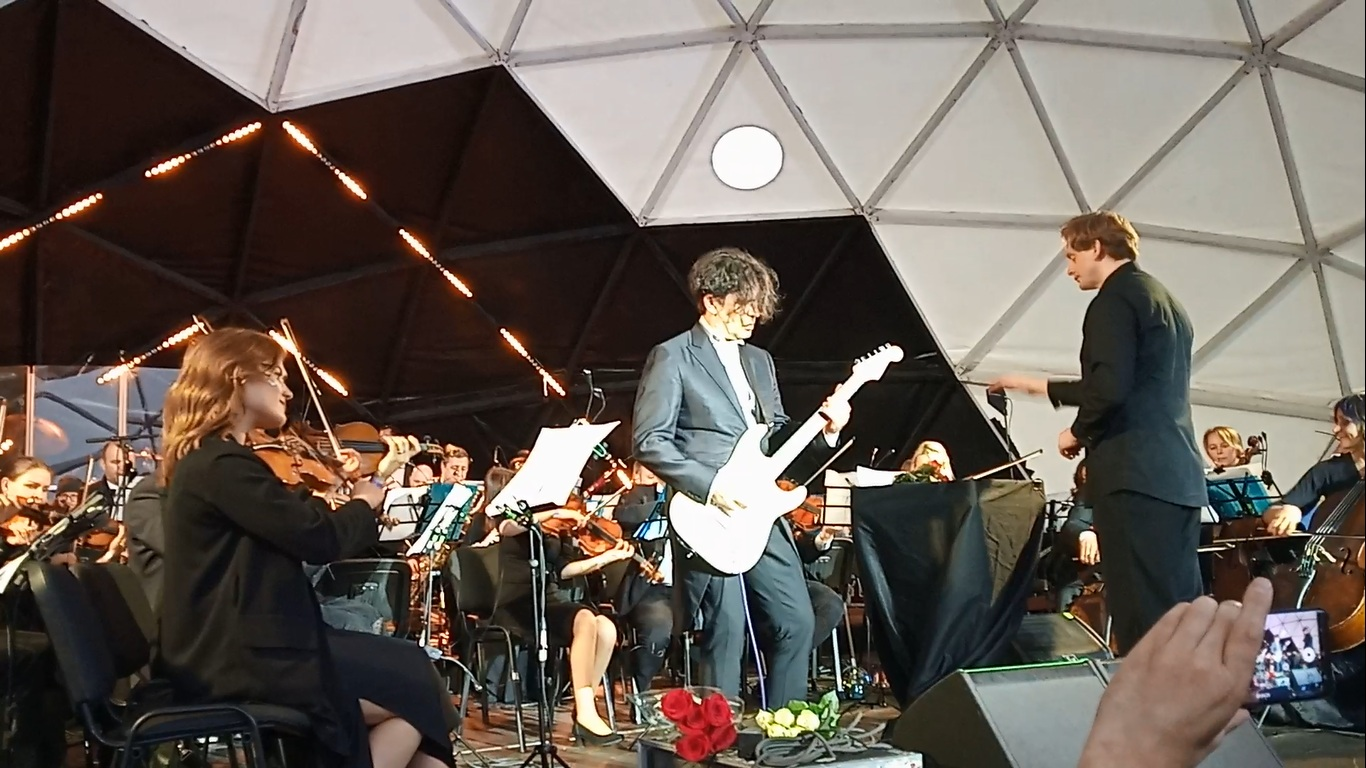
«Песня без слов» в исполнении Юрия Каспаряна и симфонического оркестра в рамках проекта «Симфоническое Кино». Санкт-Петербург, 2019 год

По словам Н. К. Неждановой, Виктор Цой активно использовал фразеологические ресурсы русского языка, однако идиомы у него переосмысливаются на основе ассоциаций, связанных с реалиями окружающего современного мира. Так, социативные образы со «звёздной» семой, согласно Неждановой, приобретают дополнительную смысловую нагрузку в «Песне без слов». В качестве примера Нежданова приводит строки «Каждой звезде свой неба кусок» из песни.
Литературовед С. А. Петрова отмечает, что текст песни находится в акцентной позиции, занимая место магистрала, которая вобрала в себя все темы и ключевые моменты альбома «Звезда по имени солнце».
Первая же строчка текста песни противопоставлена последующим («Песня без слов, ночь без сна. // Всё в своё время — зима и весна»). Здесь, по словам Петровой, отражается дисгармоничное состояние, которое соответствует тому, что должно быть с точки зрения лирического субъекта в рамках традиции. Как не может быть и ночи без сна, так и песни без слов быть не может, что показывает, как нарушаются привычные связи слов и представлений. Подобное состояние не соответствует рамкам будничного мира, где всё закономерно.
В следующих строчка видно, какой должна быть картина мира с точки зрения героя:
Каждому морю — дождя глоток,

Каждому яблоку — место упасть,

Каждому вору — возможность украсть,

Каждой собаке — палку и кость

И каждому волку — зубы и злость.
Петрова указывает на то, что в этих строчках автор пытается сказать, что каждому объекту в мире предназначен определённый атрибут, который нельзя изменить. К примеру, морю, так же как и человеку, необходимо пить воду — «дождя глоток», а если человек — вор, значит он должен украсть.
В припеве песни тема агрессивности мира усиливается рефреном, вводится мотив противостояния героя:
Снова за окнами белый день,

День вызывает меня на бой,

Я чувствую, закрывая глаза,

Весь мир идёт на меня войной.
В первой строчке припева задана дисгармония, развивающаяся далее внутренним положением героя по отношению к миру. Здесь лирический субъект нарушает обыденный строй всего обозначенного порядка и вызывает на себя агрессию окружающего мира; и хотя образ героя и окружающего его мира в песне изначально противопоставлены, агрессия всё же исходит именно от последнего.
На фоне подобного устройства мира герой задаётся вопросом о том, как к нему отнестись. Может ли он в своём антагонизме идти до конца, разрушив обыденную плоскость мира, или он сможет остаться в том, что имеется. С одной стороны, герой может всё потерять, стать преступником и быть казнённым, а с другой — обрести некую власть, что, по словам Петровой, показано в следующих словах песни:
Хочешь ли ты изменить этот мир?

Сможешь ли ты принять как есть?

Встать и выйти из ряда вон?

Сесть на электрический стул или трон?
В песне есть тема выбора действия или бездействия и проблема необходимости определения для героя своего места в данном мировом порядке. Петрова приходит к выводу о том, что в тексте «Песни без слов» заложена «онтологическая проблема двойственности бытия в целом и неизбежность ситуации выбора в судьбе человека».

## На телевидении
- Песня исполнялась группой «Кино» в 1989 году в эфире телепрограммы «Взгляд», где была представлена под названием «Белый день»[6].

## Исполнение другими музыкантами
- Песня исполнялась группой «Алиса»[7], в том числе на трибьюте «День рождения Виктора Цоя», при этом строчка «Каждому вору — возможность украсть», по религиозным соображениям Константина Кинчева, была заменена на «Каждому вору — возможность НЕ красть!»[8]

## Участники записи
- Виктор Цой — вокал, акустическая гитара
- Юрий Каспарян — соло-гитара, клавишные
- Игорь Тихомиров — бас-гитара
- Георгий Гурьянов — драм-машина, бэк-вокал